# DFB-Pokal 1984/85 (Frauen)
Der DFB-Pokal der Frauen 1985 wurde vom FSV Frankfurt gewonnen. Im Finale schlug man den KBC Duisburg nach Elfmeterschießen. Für den FSV war es der erste Pokalsieg. Überhaupt wurde zum ersten Mal das Pokalfinale nach Elfmeterschießen entschieden.

## Teilnehmer
Für den DFB-Pokal haben sich folgende Verbandspokalsieger qualifiziert:
| Regionalverband Nord | Regionalverband West                                                                      | Regionalverband Südwest                                                                    | Regionalverband Süd | Berlin                   |
| --- | ----------------------------------------------------------------------------------------- | ------------------------------------------------------------------------------------------ | --- | ------------------------ |
| - Bremen: Bremer TS Neustadt - Hamburg: FTSV Lorbeer Rothenburgsort - Niedersachsen: VfL Wittekind Wildeshausen - Schleswig-Holstein: ATSV Stockelsdorf | - Mittelrhein: Rot-Weiß Berrendorf - Niederrhein: KBC Duisburg - Westfalen: FC Schalke 04 | - Rheinland: SC 07 Bad Neuenahr - Saarland: SV Weiskirchen - Südwest: 1. FC Kaiserslautern | - Baden SC Klinge Seckach - Bayern FC Bayern München - Hessen: FSV Frankfurt - Südbaden: SC Freiburg - Württemberg: VfL Schorndorf | - Tennis Borussia Berlin |

## Spiele
Die jeweils oben genannte Mannschaft hatte Heimrecht. Fett geschriebene Mannschaften erreichten die nächste Runde. Zahlen in Klammern kennzeichnen die Tore im Elfmeterschießen.
|  | Achtelfinale           | Achtelfinale |                      |                     | Viertelfinale       | Viertelfinale |  |  | Halbfinale | Halbfinale |  |  | Finale | Finale |
|  |                        |              |                      |                     |                     |               |  |  |            |            |  |  |        |        |
|  |                        |              |                      |                     |                     |               |  |  |            |            |  |  |        |        |
|  | FSV Frankfurt          | 2            |                      |                     |                     |               |  |  |            |            |  |  |        |        |
|  | SC Freiburg            | 0            |                      |                     |                     |               |  |  |            |            |  |  |        |        |
|  | SC Freiburg            | 0            | FSV Frankfurt        | 2                   |                     |               |  |  |            |            |  |  |        |        |
|  |                        |              | FSV Frankfurt        | 2                   |                     |               |  |  |            |            |  |  |        |        |
|  |                        |              |                      |                     | SC Klinge Seckach   | 0             |  |  |            |            |  |  |        |        |
|  | SC Klinge Seckach      | 8            |                      |                     | SC Klinge Seckach   | 0             |  |  |            |            |  |  |        |        |
|  | SC Klinge Seckach      | 8            |                      |                     |                     |               |  |  |            |            |  |  |        |        |
|  | VfL Schorndorf         | 1            |                      |                     |                     |               |  |  |            |            |  |  |        |        |
|  | VfL Schorndorf         | 1            | FSV Frankfurt        | 2                   |                     |               |  |  |            |            |  |  |        |        |
|  |                        |              | FSV Frankfurt        | 2                   |                     |               |  |  |            |            |  |  |        |        |
|  |                        |              |                      | VfL W. Wildeshausen | 1                   |               |  |  |            |            |  |  |        |        |
|  | Bremer TS Neustadt     | 1            |                      | VfL W. Wildeshausen | 1                   |               |  |  |            |            |  |  |        |        |
|  | Bremer TS Neustadt     | 1            |                      |                     |                     |               |  |  |            |            |  |  |        |        |
|  | Lorb. Rothenburgsort   | 2            |                      |                     |                     |               |  |  |            |            |  |  |        |        |
|  | Lorb. Rothenburgsort   | 2            | Lorb. Rothenburgsort | 0                   |                     |               |  |  |            |            |  |  |        |        |
|  |                        |              | Lorb. Rothenburgsort | 0                   |                     |               |  |  |            |            |  |  |        |        |
|  |                        |              |                      |                     | VfL W. Wildeshausen | 3             |  |  |            |            |  |  |        |        |
|  | VfL W. Wildeshausen    | 4            |                      |                     | VfL W. Wildeshausen | 3             |  |  |            |            |  |  |        |        |
|  | VfL W. Wildeshausen    | 4            |                      |                     |                     |               |  |  |            |            |  |  |        |        |
|  | Tennis Borussia Berlin | 0            |                      |                     |                     |               |  |  |            |            |  |  |        |        |
|  | Tennis Borussia Berlin | 0            | FSV Frankfurt        | 21 (4)2             |                     |               |  |  |            |            |  |  |        |        |
|  |                        |              | FSV Frankfurt        | 21 (4)2             |                     |               |  |  |            |            |  |  |        |        |
|  |                        |              |                      | KBC Duisburg        | 21 (3)2             |               |  |  |            |            |  |  |        |        |
|  | FC Schalke 04          | 0            |                      | KBC Duisburg        | 21 (3)2             |               |  |  |            |            |  |  |        |        |
|  | FC Schalke 04          | 0            |                      |                     |                     |               |  |  |            |            |  |  |        |        |
|  | KBC Duisburg           | 1            |                      |                     |                     |               |  |  |            |            |  |  |        |        |
|  | KBC Duisburg           | 1            | KBC Duisburg         | 2                   |                     |               |  |  |            |            |  |  |        |        |
|  |                        |              | KBC Duisburg         | 2                   |                     |               |  |  |            |            |  |  |        |        |
|  |                        |              |                      |                     | Rot-Weiß Berrendorf | 0             |  |  |            |            |  |  |        |        |
|  | Rot-Weiß Berrendorf    | 4            |                      |                     | Rot-Weiß Berrendorf | 0             |  |  |            |            |  |  |        |        |
|  | Rot-Weiß Berrendorf    | 4            |                      |                     |                     |               |  |  |            |            |  |  |        |        |
|  | ATSV Stockelsdorf      | 2            |                      |                     |                     |               |  |  |            |            |  |  |        |        |
|  | ATSV Stockelsdorf      | 2            | KBC Duisburg         | 2                   |                     |               |  |  |            |            |  |  |        |        |
|  |                        |              | KBC Duisburg         | 2                   |                     |               |  |  |            |            |  |  |        |        |
|  |                        |              |                      | Bayern München      | 1                   |               |  |  |            |            |  |  |        |        |
|  | SV Weiskirchen         | 2            |                      | Bayern München      | 1                   |               |  |  |            |            |  |  |        |        |
|  | SV Weiskirchen         | 2            |                      |                     |                     |               |  |  |            |            |  |  |        |        |
|  | Bayern München         | 4            |                      |                     |                     |               |  |  |            |            |  |  |        |        |
|  | Bayern München         | 4            | Bayern München       | 3                   |                     |               |  |  |            |            |  |  |        |        |
|  |                        |              | Bayern München       | 3                   |                     |               |  |  |            |            |  |  |        |        |
|  |                        |              |                      |                     | SC 07 Bad Neuenahr  | 2             |  |  |            |            |  |  |        |        |
|  | SC 07 Bad Neuenahr     | 131          |                      |                     | SC 07 Bad Neuenahr  | 2             |  |  |            |            |  |  |        |        |
|  | SC 07 Bad Neuenahr     | 131          |                      |                     |                     |               |  |  |            |            |  |  |        |        |
|  | 1. FC Kaiserslautern   | 1            |                      |                     |                     |               |  |  |            |            |  |  |        |        |

1 Sieg nach Verlängerung
2 Sieg im Elfmeterschießen

## Achtelfinale
Gespielt wurde am 1. und 2. September sowie am 7. Oktober 1984.
|                            | Ergebnis  |                        |
| -------------------------- | --------- | ---------------------- |
| SV Weiskirchen             | 2:4       | FC Bayern München      |
| SC Klinge Seckach          | 8:1       | VfL Schorndorf         |
| Bremer TS Neustadt         | 1:2       | Lorbeer Rothenburgsort |
| VfL Wittekind Wildeshausen | 4:0       | Tennis Borussia Berlin |
| FC Schalke 04              | 0:1       | KBC Duisburg           |
| SC 07 Bad Neuenahr         | 3:1 n. V. | 1. FC Kaiserslautern   |
| Rot-Weiß Berrendorf        | 4:2       | ATSV Stockelsdorf      |
| FSV Frankfurt              | 2:0       | SC Freiburg            |

## Viertelfinale
Gespielt wurde am 11. November 1984.
|                        | Ergebnis |                            |
| ---------------------- | -------- | -------------------------- |
| Lorbeer Rothenburgsort | 0:3      | VfL Wittekind Wildeshausen |
| KBC Duisburg           | 2:0      | Rot-Weiß Berrendorf        |
| FC Bayern München      | 3:2      | SC 07 Bad Neuenahr         |
| FSV Frankfurt          | 2:0      | SC Klinge Seckach          |

## Halbfinale
Gespielt wurde am 8. April 1985.
|               | Ergebnis |                            |
| ------------- | -------- | -------------------------- |
| FSV Frankfurt | 2:1      | VfL Wittekind Wildeshausen |
| KBC Duisburg  | 2:1      | FC Bayern München          |

## Finale
| FSV Frankfurt                                 | FSV Frankfurt | KBC Duisburg | KBC Duisburg |
| --------------------------------------------- | --- | --- | ------------ |
| FSV Frankfurt                                 | \| 26. Mai 1985 in Berlin (Olympiastadion) \| \| Ergebnis: 1:1 n. V. (1:1, 1:0), 4:3 i. E. \| \| Zuschauer: 25.000 (Vorspiel zum Männerfinale) \| \| Schiedsrichter: Udo Horeis (Buchholz) \|                                                   | \| 26. Mai 1985 in Berlin (Olympiastadion) \| \| Ergebnis: 1:1 n. V. (1:1, 1:0), 4:3 i. E. \| \| Zuschauer: 25.000 (Vorspiel zum Männerfinale) \| \| Schiedsrichter: Udo Horeis (Buchholz) \|                                                    | KBC Duisburg |
| FSV Frankfurt                                 | Petra Melka – Petra Kurth (41. Britta Unsleber), Ingrid Zimmermann, Marion Lissner, Marion Pfeifer – Sonja Strauch, Rike Koekkoek, Sonja Hamza – Sissy Raith, Bettina Mantel, Marion Laufer (61. Schieler) Cheftrainerin: Monika Koch-Emsermann | Claudia Reichler – Rita de Koning, Daniela Frey, Jutta Dieckmann, Monika Hohmann – Elke Thulke, Andrea Limper, Martina Schiffer (71. Elvira Saager) – Martina Voss, Birgit Offermann, Cornelia Pohl (53. Heike Patzel) Cheftrainer: Jürgen Krust | KBC Duisburg |
| FSV Frankfurt                                 | 1:0 Rike Koekkoek (25.) | 1:1 Birgit Offermann (52.) | KBC Duisburg |
| FSV Frankfurt                                 | Elfmeterschießen | | KBC Duisburg |
| FSV Frankfurt                                 | 1:0 Sonja Hamza 2:1 Bettina Mantel 3:2 Sissy Raith 4:3 Britta Unsleber | Elvira Saager (verschossen) 1:1 Elke Thulke 2:2 Claudia Reichler 3:3 Daniela Frey Birgit Offermann (verschossen) | KBC Duisburg |
| 26. Mai 1985 in Berlin (Olympiastadion)       | | |              |
| Ergebnis: 1:1 n. V. (1:1, 1:0), 4:3 i. E.     | | |              |
| Zuschauer: 25.000 (Vorspiel zum Männerfinale) | | |              |
| Schiedsrichter: Udo Horeis (Buchholz)         | | |              |